# Lexie Stevens
Lexie Stevens (* 8. Juni 1999) ist eine ehemalige niederländische Tennisspielerin.

## Karriere
Stevens begann mit sechs Jahren das Tennisspielen und spielt vor allem auf der ITF Women’s World Tennis Tour, wo sie bereits 13 Titel im Doppel gewinnen konnte.

## Turniersiege

### Einzel
| Nr. | Datum        | Turnier | Kategorie | Belag | Finalgegnerin | Ergebnis     |
| --- | ------------ | ------- | --------- | ----- | ------------- | ------------ |
| 1.  | 29. Mai 2022 | Oran    | ITF W15   | Sand  | Inès Ibbou    | 7:64 Aufgabe |

### Doppel
| Nr. | Datum             | Turnier               | Kategorie   | Belag             | Partnerin                 | Finalgegnerinnen                         | Ergebnis          |
| --- | ----------------- | --------------------- | ----------- | ----------------- | ------------------------- | ---------------------------------------- | ----------------- |
| 1.  | 19. November 2017 | Hammamet              | ITF $15.000 | Sand              | Mirjam Björklund          | Beatrice Lombardo Gaia Squarcialupi      | 6:3, 6:0          |
| 2.  | 21. November 2020 | Haabneeme             | ITF W15     | Hartplatz (Halle) | Justina Mikulskytė        | Emily Appleton Martyna Kubka             | 6:2, 6:1          |
| 3.  | 5. Dezember 2020  | Kairo                 | ITF W15     | Sand              | Anna Sisková              | Elina Awanessjan Hanna Kubarawa          | 3:6, 6:4, [10:8]  |
| 4.  | 9. Januar 2021    | Kairo                 | ITF W15     | Sand              | Anastasia Nefedova        | Fanny Östlund Sandra Samir               | 6:1, 6:4          |
| 5.  | 16. Januar 2021   | Kairo                 | ITF W15     | Sand              | Elina Awanessjan          | Gloria Ceschi Marion Viertler            | 6:1, 6:2          |
| 6.  | 23. Januar 2021   | Kairo                 | ITF W15     | Sand              | Elina Awanessjan          | Emma Davis Anastasia Nefedova            | 6:1, 6:2          |
| 7.  | 29. Mai 2021      | Iraklio               | ITF W15     | Sand              | Anastasia Dețiuc          | Darja Astachowa Elena-Teodora Cadar      | 6:1, 4:6, [10:6]  |
| 8.  | 21. Mai 2022      | Oran                  | ITF W15     | Sand              | Luisa Meyer auf der Heide | Elena Jamshidi Divine Dasam Nweke        | 6:0, 6:1          |
| 9.  | 15. Oktober 2022  | Tucumán               | ITF W25     | Sand              | Walerija Strachowa        | Marian Gomez Pezuela Cano Luciana Moyano | 6:3, 6:2          |
| 10. | 22. Oktober 2022  | Bucaramanga           | ITF W15     | Sand              | Walerija Strachowa        | Romina Ccuno Pérez García                | 7:64, 6:3         |
| 11. | 25. Februar 2023  | San Miguel de Tucumán | ITF W25     | Sand              | María Herazo González     | Seone Mendez Daniela Vismane             | 2:6, 6:3, [10:8]  |
| 12. | 25. August 2023   | Malmö                 | ITF W25     | Sand              | Suzan Lamens              | Jacqueline Cabaj Awad Lisa Zaar          | 6:4, 6:1          |
| 13. | 9. September 2023 | Montreux              | ITF W60     | Sand              | Amina Anschba             | Francisca Jorge Matilde Jorge            | 1:6, 7:5, [12:10] |